# کوان مینا
کوآن مینا (به انگلیسی: Kwon Min-a) (زادهٔ ۲۱ سپتامبر ۱۹۹۳) که با نام هنری مینا شناخته می‌شود، بازیگر و خواننده اهل کرهٔ جنوبی
است.
او یکی از اعضای گروه ای او ای بود.وی در ۱۳ مِی ۲۰۱۹ قرارداش را با کمپانی تمدید نکرد و تصمیم گرفت گروه را ترک کند